# Giustina Renier Michiel

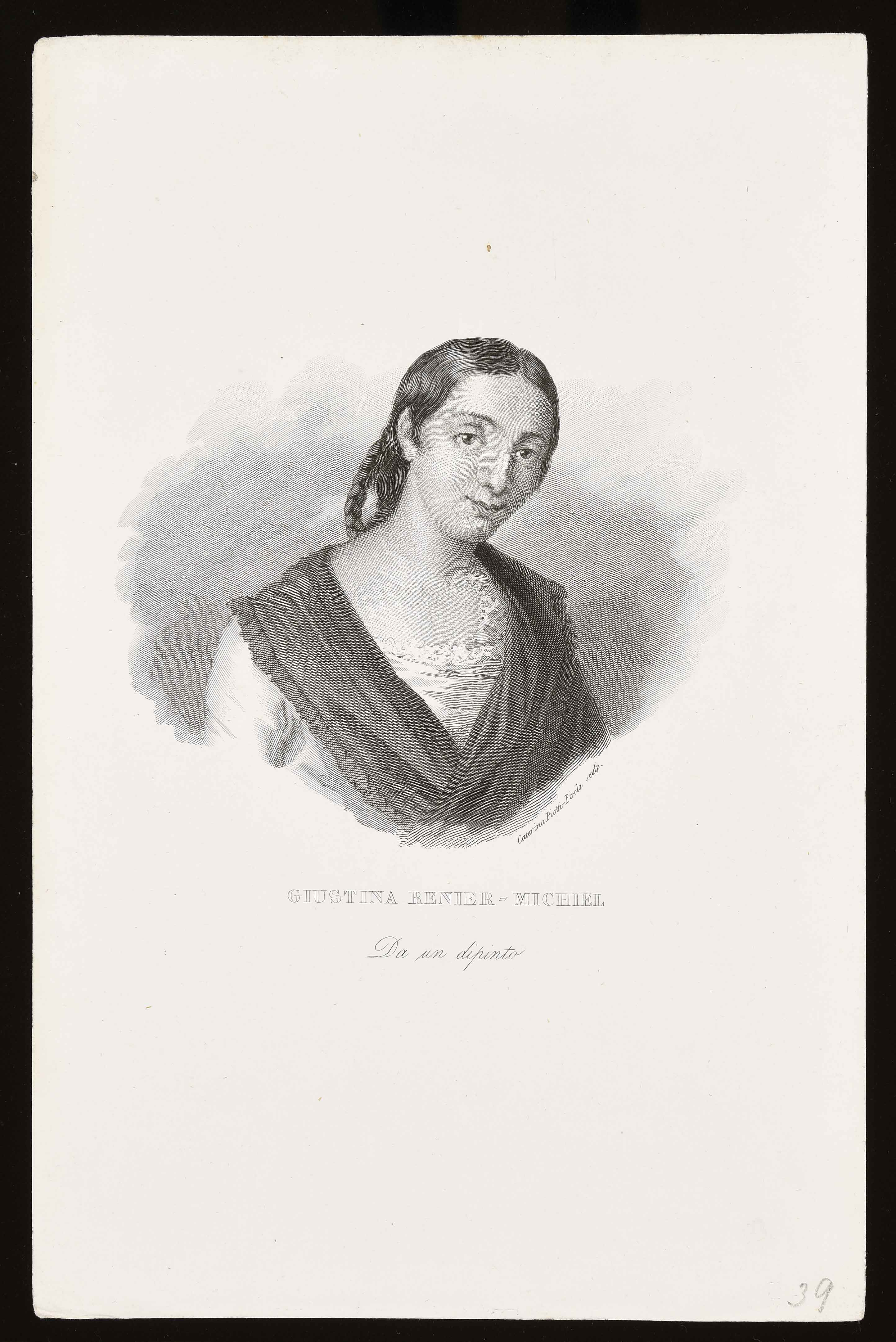
Giustina Renier Michiel, Kupferstich von 1837

Giustina Teresa Maria Renier Michiel (* 15. Oktober 1755 in Venedig; † 6. April 1832 ebenda) war eine venezianische Schriftstellerin, Übersetzerin und Salonnière.

## Leben
Giustina Reniers Eltern waren Andrea Renier und Cecilia Manin. Sie gehörte zwei bedeutenden Familien des venezianischen Patriziats an, die die beiden letzten Dogen, Paolo Renier und Ludovico Manin, stellten. Der Doge Renier war ihr Großvater und Manin ihr Onkel mütterlicherseits. Ihr Pate war der spätere Doge Marco Foscarini.
Giustina Renier wurde im Alter von drei Jahren zur Erziehung in das Kloster der Kapuzinerinnen in Treviso geschickt. Ab dem Alter von neun Jahren erhielt sie Unterricht in einer Schule für adelige Kinder von einer Französin in Venedig. Sie wurde ausgebildet in Englisch, Französisch, Musik, Literatur, Zeichnen sowie in Mathematik und Naturkunde.

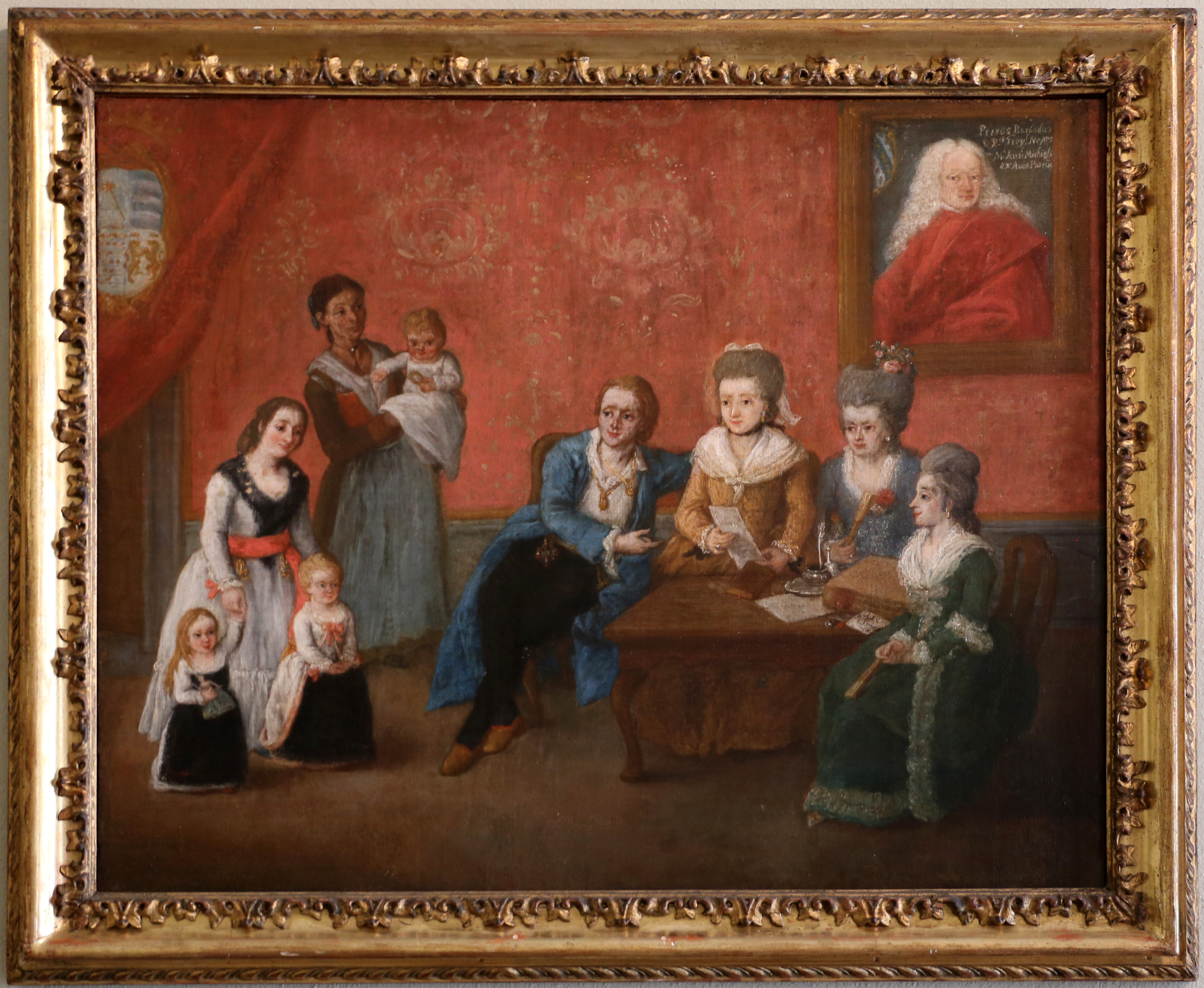
Pietro Longhi: Die Familie Michiel, ca. 1780, Venedig, Pinacoteca Querini Stampalia. Giustina Renier Michiel von links kommend mit zwei ihrer Töchter.

Für ihre Heirat mit Marc’Antonio Michiel, dem Sohn einer angesehenen Dogenfamilie, am 25. Oktober 1775 erhielt sie von ihrem Großvater Renier eine Mitgift über 50.000 Dukaten. Wenige Monate später ging sie mit ihrem Ehemann für ein Jahr nach Rom, wo ihr Vater als Botschafter der Serenissima bei Papst Pius VI. tätig war. In Rom wurden ihre erste Tochter Elena (1776–1828), verheiratet mit Alvise Bernardo, geboren. Giustina Renier Michiel war bald in der römischen Gesellschaft, umgeben von Künstlern und Schriftstellern wie Vincenzo Monti und Vivant Denon, als „Venerina Veneziana“ (etwa ‚kleine venezianische Venus‘) bekannt. Ihre Töchter Chiara (1777–1787) und Cecilia (1778–1838), verheiratet mit Lodovico Martinengo di Barco aus Brescia, wurden nur wenig später geboren. Die umfangreiche Korrespondenz, die überlebt hat, zeugt von der innigen emotionalen Bindung zu ihren Töchtern. Nach der Wahl ihres Großvaters Paolo Renier zum Dogen übernahm Renier Michiel an seiner Seite von 1779 bis 1789 als Dogaressa (anstelle seiner nicht standesgemäßen Ehefrau) repräsentative Aufgaben für den Stadtstaat. Das Ehepaar besaß eine umfangreiche Kunstsammlung aus dem Erbe beider Familien, die sie um Werke von Giuseppe Zais und Canaletto erweiterte. Am 4. August 1784 trennte sich Renier Michiel von ihrem Ehemann. Aus den überlieferten Briefen des Paares ist bekannt, dass er häufig auf Reisen war, ihren literarischen Salon ablehnte und sich darüber lustig machte, dass Renier Michiel Latein und Astronomie studierte, Musikunterricht nahm und Vorlesungen über Physik besuchte.

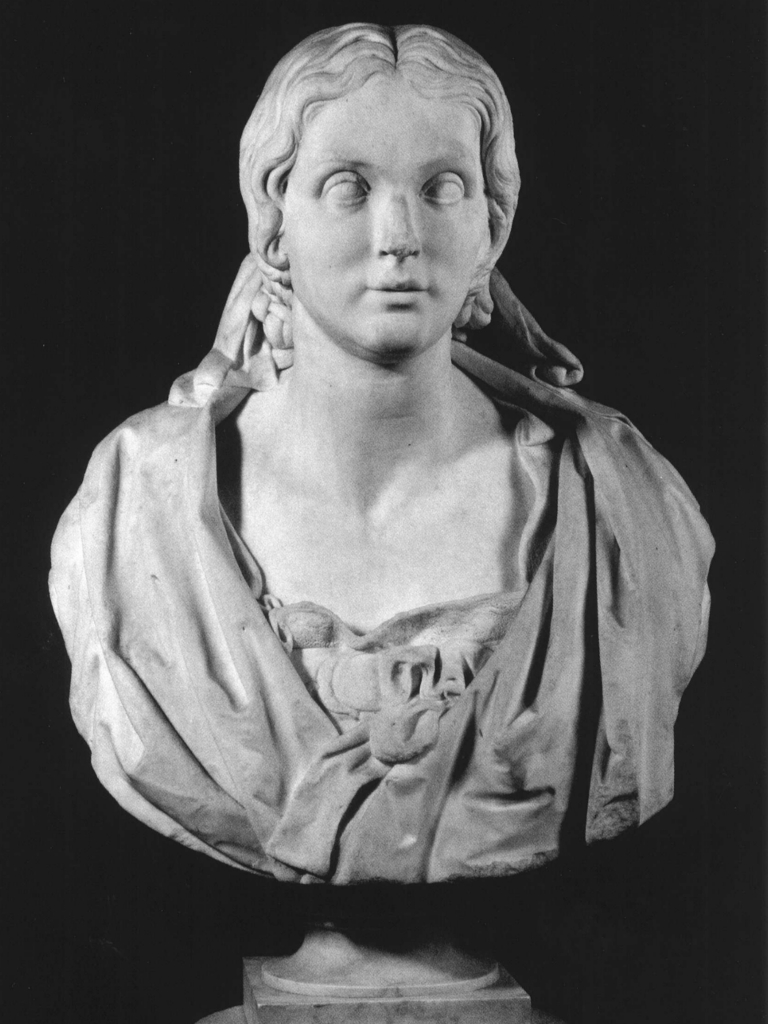
Pietro Zandomeneghi: Büste der Giustina Renier Michiel, 1866–1868, Venedig, Palazzo Loredan a Santo Stefano.

Renier Michiels literarischer Salon, zunächst an der Corte Contarina bei San Moisè, dann in den Prokuratien von San Marco, wurde bald nach ihrer Rückkehr aus Rom zum Zentrum des venezianischen kulturellen Lebens. Ihre Gäste kamen oft nach dem Theater, gegen Mitternacht, bei ihr an und diskutierten dann die Vorstellungen, lasen gemeinsam Musikkompositionen oder spielten. Zu ihren Gästen und Freunden zählten Ugo Foscolo, Ippolito Pindemonte, Antonio Canova, Marina Querini Benzon, Marianna Pascoli Angeli und Giustiniana Wynne. Auch Germaine de Staël und Lord Byron besuchten ihren Salon. Die Salonnière und Schriftstellerin Isabella Albrizzi-Teotochi war ihre enge Freundin. Canova schenkte ihr Gipsabgüsse zweier Büsten als Zeichen seiner Freundschaft. Nach dem Einzug Napoleons in Venedig und der Abdankung ihres Onkels Ludovico Manin als letzter Doge schloss Renier Michiel ihren Salon vorübergehend, zog nach Padua und widmete sich ihrem literarischen Werk und der Botanik.
Giustina Renier Michiel starb am 6. April 1832 im Alter von 76 Jahren in den Prokuratien am Markusplatz und wurde auf dem Friedhof auf San Michele beigesetzt.

## Werk
Ihr Hauptwerk Origine delle feste veneziane, das sie 1808 begann, erschien erstmals 1817–1827 auf Französisch und Italienisch, 1829 dann erneut nur in Italienisch in sechs Bänden. Anlass war eine Anfrage der französischen Regierung zu statistischen Informationen über Venedig gewesen, bekannt wurde das Werk jedoch für seinen venezianischen Patriotismus und seine historiografische Bedeutung im Hinblick auf eine vergangene Epoche. Daneben übersetzte sie Shakespeares Werke Othello, Macbeth und Coriolanus in die italienische Sprache, lektoriert von ihrem Freund Melchiorre Cesarotti. Die ersten beiden erschienen 1798, das dritte 1800; es war die erste italienische Übersetzung dieses Stücks. Zahlreiche ihrer erhaltenen Briefe an Familienmitglieder und Intellektuelle, unter anderem Ippolito Pindemonte, Antonio Canova und Saverio Bettinelli, sind zudem in Archiven und Publikationen überliefert.

## Sonstiges
Judy Chicago widmete Giustina Renier Michiel eine Inschrift auf den dreieckigen Bodenfliesen des Heritage Floor ihrer 1974 bis 1979 entstandenen Installation The Dinner Party. Die mit dem Namen Renier Michiel beschrifteten Porzellanfliesen sind dem Platz mit dem Gedeck für Caroline Herschel zugeordnet.